# Yahya Alwan
Yahya Alwan (Baghdad, 1º luglio 1960) è un allenatore di calcio ed ex calciatore iracheno, di ruolo attaccante.

## Carriera

### Allenatore
| Anno      | Squadra           | Giocate | Vinte | Pareggiate | Perse | Vittorie % |
| --------- | ----------------- | ------- | ----- | ---------- | ----- | ---------- |
| 1996-1997 | Iraq              | 11      | 7     | 1          | 3     | 63,64      |
| 2007-2008 | Dibba Al-Fujairah | 27      | 8     | 4          | 15    | 29,63      |
| 2008-2009 | Al-Zawraa         | 19      | 8     | 6          | 5     | 42,11      |
| 2009-2010 | Baghdad           | 36      | 15    | 13         | 8     | 41,67      |
| 2010-2011 | Al-Talaba         | 14      | 6     | 6          | 2     | 42,86      |
| 2011-2012 | Al-Zawraa         | 13      | 6     | 4          | 3     | 46,15      |
| 2013      | Al-Zawraa         | 7       | 3     | 2          | 2     | 42,86      |
| 2013-2014 | Karbalaa          | 9       | 1     | 5          | 3     | 11,11      |
| 2014-2015 | Masafi Club       | 11      | 1     | 4          | 6     | 9,09       |
| 2015      | Iraq olimpica     | 6       | 5     | 1          | 0     | 83,33      |
| 2015-2016 | Iraq              | 8       | 3     | 3          | 2     | 37,50      |

## Palmarès

### Giocatore

#### Club
- Campionato iracheno: 1

Al-Zawraa: 1985-86